# Mattéo Vercher
Mattéo Vercher, né le 26 janvier 2001 à Lyon, est un coureur cycliste français, professionnel depuis 2022. Il évolue au sein de l'équipe TotalEnergies.

## Biographie
Mattéo Vercher commence le cyclisme au sein de l'UC Belleville,. Il intègre ensuite la structure juniors du Matériel-velo.com-VC Vaulx-en-Velin. Ses bons résultats en cyclo-cross et sur route lui permettent de monter dans l'équipe DN2 du club en 2019, pour ses débuts espoirs. 
Après plusieurs saisons passées à Vaulx-en-Velin, il rejoint le club Vendée U en 2022, réserve de l'équipe professionnelle TotalEnergies. Se décrivant lui-même comme un « puncheur-grimpeur », il réalise un bon début de saison avec diverses places d'honneur et une victoire sur Manche-Atlantique, alors qu'il n'avait plus gagné depuis trois ans. Il montre également ses qualités parmi les professionnels en terminant 19e de Cholet-Pays de la Loire et 20e de la Classic Loire-Atlantique, sous les couleurs de l'équipe de France espoirs.
En juillet 2024, il manque de peu la victoire sur la 18e étape du Tour de France, battu au sprint par Victor Campenaerts. En avril 2025, il remporte sa première victoire professionnelle, le Tour du Doubs.

## Palmarès sur route

### Palmarès amateur
- 2016
  - 2e du championnat d'Auvergne-Rhône-Alpes sur route cadets
- 2018
  - Tour du Val de Saône-La Prestige :
    - Classement général
    - 1re étape[8]

  - 6e épreuve du Tour PACA Juniors
- 2019
  - 2e épreuve du Tour du Gevaudan Occitanie Juniors
  - 1re étape du Tour de la Vallée de la Trambouze
  - 2e du championnat de France sur route du relais mixte juniors
- 2021
  - 2e du Grand Prix de Varennes-sur-Allier
  - 3e du Grand Prix de Branoux
- 2022
  -  Champion de France sur route amateurs
  - Manche-Atlantique
  - Maggioni Classique Châtillon-Dijon
  - Trois Jours de Cherbourg  :
    - Classement général
    - 2e étape

  - Jard-Les Herbiers
  - 2e de La Suisse Vendéenne
  - 2e du Tour du Jura Suisse
  - 3e des Boucles de l'Essor
  - 3e du Circuit de la Vallée du Bédat
  - 3e du Trophée des Champions

### Palmarès professionnel
- 2022
  - 3e du Tour de Vénétie
- 2025
  - Tour du Doubs

### Résultat sur les grands tours

#### Tour de France
2 participations
- 2024 : 103e
- 2025 : 124e

### Classements mondiaux
| Année                                 | 2022 | 2023  | 2024 |
| ------------------------------------- | ---- | ----- | ---- |
| Classement mondial                    | 664e | 2292e | 360e |
| UCI Europe Tour                       | 511e | nc    | nc   |
|                                       |      |       |      |
| Légende : nc = non classéSource : UCI |      |       |      |